# Robert Stigwood
Robert Stigwood (Adelaide, 16 april 1934 - Londen, 4 januari 2016) was een Australische muziek- en filmproducent. vooral bekend door het managen van Cream en The Bee Gees, theaterproducties zoals Hair en Jesus Christ Superstar en filmproducties, waaronder het succesvolle Grease en Saturday Night Fever. Bij zijn overlijden oordeelde een overlijdensadvertentie dat hij een tijdlang de machtigste magnaat in de entertainmentindustrie was geweest: Stigwood was eigenaar van het platenlabel dat zijn artiestenalbums en filmsoundtracks uitgaf en hij controleerde ook de publicatierechten - niet sinds Hollywood's gouden dagen waren zoveel macht en rijkdom geconcentreerd in de handen van één magnaat.

## Carrière
Stigwood werd geboren in 1934 in Port Pirie, Zuid-Australië als zoon van Gwendolyn (Burrows) en Gordon Stigwood, een elektrotechnisch ingenieur. Hij werd opgeleid bij het Sacred Heart College in Adelaide.
Hij liftte in 1955 naar Engeland. Naast verschillende vroege banen werkte hij bij een instelling voor 'achterlijke tienerjongens' in East Anglia. Hij werkte korte tijd voor Hector Ross in het New Theatre Royal in Portsmouth, Hampshire, voordat Ross vertrok en het theater sloot.

### Popmanagement uit de jaren 1960
Vervolgens ontmoette hij zakenman Stephen Komlosy met wie hij het kleine theaterbureau Robert Stigwood Associates Ltd oprichtte. Hij contracteerde de acteur John Leyton, die in 1960 al snel een tienerhartenklopper werd dankzij zijn optreden in een tv-drama gebaseerd op Biggles. Leyton had ambities om te zingen, maar werd afgewezen door de grote platenmaatschappijen, dus nam Stigwood hem mee naar producent Joe Meek, die de singles Tell Laura I Love Her en Girl on the Floor Above produceerde (oktober 1960). Volgens Tony Kent (destijds de persoonlijke assistent van Meek), hoewel Meek aanwezig was bij de opname van de laatste, nam Stigwood de rol van dominante co-producent op zich. Geen van beide platen maakte veel indruk, maar Leytons derde single Johnny Remember Me, geproduceerd door Meek en uitgebracht in het Verenigd Koninkrijk op 28 juli 1961 werd een Britse nummer 1-hit, nadat Stigwood ervoor had gezorgd dat Leyton het tijdens het spelen van de rol van de fictieve popzanger St. Cyr zou uitvoeren, terwijl hij het lied uitvoerde in het nieuwe drama Harpers West One van Associated Television. Stigwood en Meek hebben het nummer in licentie gegeven aan EMI Records, dat eerder de mogelijkheid had geweigerd om Leyton voor zichzelf te contracteren. Door deze actie behoorden de mannen tot de eerste onafhankelijke platenproducenten in het Verenigd Koninkrijk.
Andere artiesten die Stigwood contracteerde bij een management-/opnamedeal waren onder meer Mike Sarne, wiens door Komlosy geproduceerde Come Outside in 1962 op nummer één in de hitlijst kwam, en een andere beschermeling van Meek, Mike Berry, die een hit had gescoord met het door Geoff Goddard geschreven Tribute To Buddy Holly.
Een van de eerste muzikale acts die hij in deze periode leidde, was de bluesband Junco Partners, die The Animals opvolgde als huisband in de Club A Go Go in Newcastle. De band nam op voor Columbia Records (het EMI-label) en het Franse Barclay Records, waarbij een van de eerste publicaties werd mede-geproduceerd door Stigwood en Vicki Wickham. De band omvatte Charlie Harcourt, later van Lindisfarne en Cat Mother & The All Night News Boys.
Sommige van de acts die hij promootte in het midden van de jaren 1960 verloren geld van Stigwood, waaronder Britse tournees door Chuck Berry en P.J. Proby en hij kwam in deze periode dicht bij een faillissement.
In 1966 begon hij met het managen van Cream, gevormd door twee andere bands die Stigwood onder contract had, Eric Clapton van John Mayall's Bluesbreakers en Jack Bruce en Ginger Baker van de Graham Bond Organization. Ze waren sterren in 1967, na een Amerikaanse tournee met The Who, voor wie Stigwood op dat moment boekingsagent was. Stigwood verplaatste zijn opnameactiviteiten naar Polydor en onderhandelde over een veel voordeliger deal dan hij met EMI had bereikt.

### Verandering
In 1967 fuseerde Robert Stigwood, op voorstel van Beatles-manager Brian Epstein, zijn bureau met Epsteins bedrijf NEMS. Binnen enkele weken nadat hij bij NEMS kwam, begon hij met het managen van The Bee Gees, een tienerzanggroep die, na vele jaren in Australië, net was teruggekeerd naar hun geboorteland Verenigd Koninkrijk met de hoop op een Britse carrière. Binnen enkele maanden was hun eerste internationale single New York Mining Disaster 1941 een grote Britse en Amerikaanse hit geworden en bereikte de top 20 in beide markten, terwijl Massachusetts nummer 1 in het Verenigd Koninkrijk en nummer 11 in de Verenigde Staten bereikte, met de lancering van een reeks Bee Gees-hits die aan het eind van de jaren 1960 en daarna aanhielden. Toen Brian Epstein in augustus 1967 onverwachts overleed, werd Stigwood gezien als een potentiële opvolger van de NEMS-organisatie, maar The Beatles weigerden met hem samen te werken. Als gevolg hiervan verliet hij NEMS, met een gouden handdruk, om zijn eigen Robert Stigwood Organization te vormen, waarbij hij The Bee Gees meenam.
Ook in 1967 kocht Stigwood een meerderheidsbelang in Associated London Scripts, een schrijversbureau mede opgericht in 1954 door Spike Milligan en Eric Sykes, waarbij veel van de beste Britse comedy- en televisiescenarioschrijvers betrokken waren geweest. Beryl Vertue van ALS werd aangesteld als plaatsvervangend voorzitter. Vertue was verantwoordelijk voor de verkoop van de formaten aan Amerikaanse producenten van de tv-series All in the Family en Sanford and Son, die werden aangepast van de populaire Britse tv-shows Till Death Us Do Part en Steptoe and Son.
Stigwood produceerde de Broadway-shows Hair en Oh! Calcutta! voor het West End-podium in respectievelijk 1968 en 1970. In 1971 produceerde hij de eerste theaterproductie van Jesus Christ Superstar - aanvankelijk in de Verenigde Staten - en begon een succesvolle werkrelatie met Andrew Lloyd Webber en Tim Rice, die later in het decennium met Evita werd voortgezet.

### Latere successen en teleurstellingen
Begin jaren 1970 ging Stigwood ook over op film- en tv-productie. Tegen die tijd waren zijn beide grote muziekacts in het slop. The Bee Gees gingen in 1970 voor korte tijd uit elkaar en na de hereniging kwakkelden ze een aantal jaren.
Hoewel Cream eind 1968 was ontbonden, bleef leadgitarist Eric Clapton in een contract met RSO. Zijn volgende project, de veelgeprezen superband Blind Faith, die Clapton en Ginger Baker verenigde met Steve Winwood (ex-Traffic) en Ric Grech (ex-Family), stopte na slechts één lp. Bovendien werd het album Layla & Other Assorted Love Songs (1970), dat hij maakte als Derek & the Dominos, hoewel nu erkend als een meesterwerk, relatief slecht ontvangen door kritische en commerciële recensies en werd het overschaduwd door de tragische dood van vrienden Jimi Hendrix en Duane Allman. Deze tragedies, gecombineerd met de angst van zijn onbeantwoorde liefde voor Patti Boyd, brachten Clapton in een neerwaartse spiraal van depressie en drugsmisbruik. Clapton stopte uiteindelijk met zijn gewoonte en Stigwood nam hem mee terug naar Miami, waar hij zijn succesvolle comeback-album 461 Ocean Boulevard (1974) opnam, met zijn Amerikaanse nummer 1-hitversie van I Shot The Sheriff van Bob Marley.
Kort daarna suggereerde Clapton dat The Bee Gees misschien ook baat zouden hebben bij een verandering van circuit en dus verhuisden ze met hun band naar hetzelfde huis op Ocean Boulevard om hun album Main Course op te nemen. Stigwood drong er bij hen op aan om hun geluid te veranderen van de ballads die hen beroemd hadden gemaakt, en ze begonnen te evolueren naar het discogeluid dat hen hun grootste succes zou brengen, te beginnen met Jive Talking, een Amerikaanse Billboard #1-hit in 1975. De platen werden uitgebracht bij Stigwoods eigen label RSO Records, dat hij in 1973 oprichtte.
Stigwood breidde met succes uit naar filmproductie. Zijn eerste speelfilm was een verfilming van de musical Jesus Christ Superstar (1973), gemaakt in samenwerking met regisseur Norman Jewison. Hij volgde dit met de filmversie van Tommy (1975) van The Who, die in het jaar van uitgave een van de meest succesvolle films aan de kassa werd. In 1975 werkte RSO samen met Bob Banner Associates om de stuntspelshow Almost Anything Goes te produceren. Het programma, dat werd uitgezonden op het ABC-netwerk in de Verenigde Staten, bevatte drie teams van spelers uit kleine steden in een competitie waarin de nadruk lag op goede wil. De show duurde vier seizoenen.
Stigwood contracteerde acteur John Travolta in 1976 voor een contract van een miljoen dollar. Velen in de filmindustrie waren naar verluidt sceptisch, omdat Travolta in die tijd bekend stond als een tv-acteur, maar de volgende productie van Saturday Night Fever van RSO Films maakte hem tot een toonaangevende filmster. De film had een onwaarschijnlijke bron, een zogenaamd feitelijk tijdschriftartikel dat Stigwood in licentie had gegeven. De dubbel-lp soundtrack, geschreven door en met The Bee Gees, werd het bestverkochte soundtrackalbum ooit uitgebracht. Stigwood volgde dit met een enorm succesvolle verfilming van de rock-'n-roll-musical Grease (1978), waarin Travolta en de Australische zangeres Olivia Newton-John samen speelden. Stigwood stond erop dat er extra nummers aan de soundtrack zouden worden toegevoegd, waaronder de themamelodie van Barry Gibb en nummers van de Australische songwriter-producent John Farrar.
Niet alle films van Stigwood waren populair. De derde film Moment by Moment van zijn Travolta-deal, met Lily Tomlin werd afgekamd door critici. Ook Sgt. Pepper's Lonely Hearts Club Band uit 1978, met in de hoofdrollen The Bee Gees en Peter Frampton, was opnieuw een kritieke flop.
Maar van de 19 singles die in 1978 de top van de Billboard-hitlijsten bereikten, waren er acht van RSO. In de Amerikaanse Billboard Hot 100-hitlijst voor 25 maart 1978 stonden vijf door de Gibbs geschreven nummers tegelijkertijd in de Amerikaanse top 10: Night Fever, Stayin' Alive, If I Can't Have You, Emotion en Love Is Thicker Than Water. The Bee Gees genoten van een serie van zes opeenvolgende nummer één singles die doorgingen in 1979. RSO records hadden ook succes met soundtracks voor Fame en The Empire Strikes Back, voordat Stigwood het label aan Polygram verkocht.
Andere opmerkelijke films geproduceerd door Stigwood zijn onder meer The Fan (1981), Grease 2, Peter Weir's well received Gallipoli (1981), geproduceerd onder de vlag van R&R Films. De andere 'R' vertegenwoordigt de andere Australiër Rupert Murdoch, die bekend staat om zijn meedogenloosheid, en de winnaar van de Golden Globe Awards 1997, Evita, met Madonna in de hoofdrol.

### Latere jaren
Robert Stigwood bleef tijdens zijn latere jaren actief, voornamelijk in het muziektheater, waarbij hij een rol speelde in heropvoeringen van Grease en een theatrale bewerking van Saturday Night Fever (musical). In 2005 verkocht hij het landgoed Barton Manor op het Isle of Wight, dat jarenlang zijn huis was geweest.
Stigwood was homoseksueel.

## Manager en producent

### Bands
- Blind Faith
- Cream
- The Bee Gees

### Musicals
- Evita
- Hair
- Jesus Christ Superstar
- John Paul George Ringo and Bert
- Oh! Calcutta!
- Pippin
- Sing a Rude Song
- Sweeney Todd
- The Dirtiest Show in Town

### Films
- 1973: Jesus Christ Superstar
- 1975: Tommy
- 1977: Saturday Night Fever
- 1978: Grease
- 1978: Sgt. Pepper’s Lonely Hearts Club Band
- 1978: Moment by Moment
- 1980: Times Square
- 1981: Gallipoli
- 1982: Grease 2
- 1983: Staying Alive
- 1996: Evita

- Biblioteca Nacional de España: XX1306108
- Gemeinsame Normdatei: 1073340309
- International Standard Name Identifier: 0000 0000 8114 7370
- Library of Congress Control Number: n79010168
- MusicBrainz: 61641555-bc7c-4039-b883-b8861905a5a5
- Nationale Bibliotheek van Tsjechië: mzk2018981032
- Nederlandse Thesaurus van Auteursnamen: 070654530
- Istituto Centrale per il Catalogo Unico: MODV145242
- Système universitaire de documentation: 070260397
- Trove: 1138671
- Virtual International Authority File: 35566519
- WorldCat: E39PBJtrRMT4wcmWbDpCWPwHmd